# Marco Silva
Marco Alexandre Saraiva da Silva (Lissabon, 12 juli 1977) is een Portugees voetbalcoach en voormalig voetballer. Op 1 juli 2021 trad hij in dienst als coach van Fulham FC.

## Spelerscarrière
Silva kwam in de jeugd uit voor Cova da Piedade en CF Os Belenenses. Hij maakte ook zijn profdebuut voor Belenenses in de Primeira Liga, al speelde hij er slechts één wedstrijd in het eerste. Hierna ging Silva spelen bij Atlético Clube de Portugal in de Segunda Liga. Na een goede periode bij CD Trofense in de Segunda Liga, werd Silva verhuurd aan SC Campomaiorense (Primeira Liga). Bij Campomaiorense speelde Silva zijn tweede én laatste wedstrijd op het hoogste Portugese niveau. Hierna speelde Silva nog voor verschillende clubs in de Segunda Liga en Segunda Divisão (derde divisie) als Rio Ave FC, Braga B, SC Salgueiros en Odivelas FC.
In de voorbereiding van het seizoen 2005/06 tekende hij een contract bij GD Estoril-Praia in de Segunda Liga. Die club zakte steeds verder weg en dreigde failliet te gaan. De spelers kregen hun salarissen niet meer, de resultaten bleven uit en degradatie naar de derde divisie kwam akelig dichtbij. Als aanvoerder kreeg Silva het echter gedaan dat de ploeg bij elkaar bleef en met hulp van een Braziliaans investeringsfonds slaagde Estoril erin om een bankroet af te wenden. Hij bleef zes jaar bij Estoril, totdat hij zijn carrière beëindigde op 34-jarige leeftijd.

## Trainerscarrière
Silva stopte als voetballer en werd vrijwel meteen hoofdcoach van GD Estoril-Praia, de club waar hij stopte. Hij werd eerst aangesteld als technisch directeur, maar werd coach toen Vinícius Eutrópio na drie speeldagen moest opstappen. Silva bleef tot 2014, won de Segunda Liga met Estoril en promoveerde dus naar de Primeira Liga. In seizoen 2013/14 coachte hij Estoril de Europa League in.
Dit was reden genoeg voor Sporting Lissabon om Silva te contracteren. Hij verving er Leonardo Jardim, die naar AS Monaco in het prinsendom vertrok. In zijn eerste seizoen (2014/15) eindigde Silva met Sporting als derde, wat toegang gaf tot de play-offronde voor niet-kampioenen van de Champions League. Het eindtoernooi werd uiteindelijk gehaald, maar Sporting stootte niet door naar de volgende rondes. Sporting sloot de Portugese competitie af als derde. Op 4 juni 2015 werd hij ontslagen.
Silva werd in juli 2015 aangesteld als hoofdtrainer bij Olympiakos Piraeus, dat net voor de vierde keer op rij kampioen van Griekenland was geworden. Hier volgde hij Vitor Pereira op. Silva haalde met zijn spelers dat jaar ook de vijfde titel op rij binnen. Hij leidde Olympiakos naar de titel met een voorsprong van maar liefst dertig punten op de nummer twee. Na één seizoen nam hij afscheid van de club om het Engelse Hull City te gaan trainen, als vervanger van Mike Phelan. Hij wist de ploeg echter niet te behoeden voor degradatie. Voor Hull City viel het doek op 14 mei 2017, toen de ploeg met 4-0 verloor bij Crystal Palace, onder meer door treffers van Belgisch international Christian Benteke en de Nederlandse invaller Patrick van Aanholt. Eerder waren Middlesbrough en Sunderland al gedegradeerd naar de Football League Championship.
Op 25 mei werd bekend dat de wegen van Hull City en Silva zich zouden scheiden. Een clausule in zijn contract stelde de Portugees in staat te vertrekken bij degradatie naar het Championship. "Silva werd in korte tijd een lieveling van de fans, we zullen hem nooit vergeten", meldde Hull City in een statement. Kort daarop maakte Watford bekend hem te hebben aangetrokken als opvolger van de weggestuurde Walter Mazzarri. Silva kreeg op 21 januari 2018 zelf zijn ontslag. Volgens een verklaring van de club had de interesse van een Premier League-concurrent (lees: Everton FC) een grote rol gespeeld bij dat besluit. Everton koos eind november uiteindelijk voor Sam Allardyce als opvolger van de weggestuurde Ronald Koeman. Toch leidde volgens Watford "het ongewenst benaderen van Silva tot een significante verslechtering van de focus en de resultaten". Na het ontslag van Allardyce, kwam Everton alsnog uit bij de clubloze Silva. Everton eindigde het seizoen onder leiding van Silva op de achtste plek. Op 5 december 2019 werd hij ontslagen na een 5-2-nederlaag bij rivaal Liverpool. Everton stond op dat moment op de 18e plaats.
Op 1 juli 2021 keerde Silva terug als hoofdcoach in het clubvoetbal in Engeland. Fulham FC trok hem aan als vervanger van de naar AFC Bournemouth vertrokken Scott Parker.

## Erelijst

### Als manager
Estoril
- Segunda Liga

2011/12
 Sporting Lissabon
- Taça de Portugal

2014/15
 Olympiakos
- Super League

2015/16
Individueel
- Segunda Liga coach van het jaar

2011/12